# Прес-клуб Індії
Прес-клуб Індії (Press Club of India, PCI) — це асоціація журналістів і медіапрофесіоналів, розташована в Нью-Делі, Індія. Організація була заснована Durga Das у 1957 році. Її діяльність очолює щорічно обираний виконавчий комітет, до складу якого входять президент, віцепрезидент, генеральний секретар, спільний секретар, а також 16 членів керівного комітету.
Станом на 2021 рік Прес-клуб Індії налічує близько 4 200 активних членів, 900 асоційованих членів і кілька десятків корпоративних членів, що робить його найбільшою організацією журналістів в Індії.

## Історія
У 1930-х роках Дурга Дас регулярно відвідував Лондон у рамках своїх робочих поїздок, коли ще працював в Associated Press of India. Його надихнув Лондонський прес-клуб, і він вирішив створити подібну організацію в Індії.
Прес-клуб Індії був заснований 20 грудня 1957 року тодішнім головним редактором Hindustan Times Дургою Дасом. Офіційна реєстрація відбулася 10 березня 1958 року, а урочисте відкриття пройшло 2 лютого 1959 року за участі всього 30 членів. Церемонію провів тодішній міністр внутрішніх справ Говінд Баллабх Пант. Дас був обраний першим президентом клубу, а Д. Р. Манкекар став його першим генеральним секретарем.
Під час каденції генерального секретаря Пушпендри Кулшрештхи Прес-клуб Індії (PCI) отримав офіційний вебсайт та електронну адресу. У серпні 2009 року скарбник PCI Надім Казмі скликав надзвичайні загальні збори (EGM), щоб розпустити чинний управлінський комітет під керівництвом Кулшрештхи, звинувачуючи його у фінансових зловживаннях та авторитаризмі.
Через кілька днів, на тлі цієї суперечки, лідерка Індійського національного конгресу Соня Ганді відмовилася від почесного членства в клубі. У кінці вересня 2009 року Високий суд Делі визнав комітет на чолі з Кулшрештхою легітимним, дозволивши йому продовжити четвертий термін перебування на посаді.
У листопаді 2010 року Т. Р. Рамачандран був обраний новим президентом PCI, а Сандіп Дікшит став генеральним секретарем. Відтоді група журналістів керує діяльністю Прес-клубу Індії.
На початку 2021 року президент Прес-клубу Індії (PCI) Умакант Лакхера оголосив, що клуб незабаром відкриє медіацентр імені Бангабандху на честь Шейха Муджибура Рахмана, засновника нації Бангладеш.
Наприкінці того ж року PCI організував семінар на тему «Взаємозв’язок між парламентом і медіа», під час якого політик Індійського національного конгресу Маллікарджун Харге підняв питання щодо заборони доступу журналістів до парламенту Індії.

## Зовнішні посилання
- Вікісховище має мультимедійні дані за темою: Прес-клуб Індії